# Полудмитрієвка
Полудми́трієвка (рос. Полудмитриевка, ерз. Полудимитриевка) — присілок у складі Великоігнатовського району Мордовії, Росія. Входить до складу КУчкаєвського сільського поселення.

## Населення
Населення — 1 особа (2010; 12 у 2002).
Національний склад (станом на 2002 рік):
- росіяни — 100 %